# Кукеево
Куке́ево (тат. Күки) — село в Рыбно-Слободском районе Республики Татарстан. Административный центр Кукеевского сельского поселения.

## География
Расположено в верховье реки Суша, в северо-восточной части района, в 39 км к северо-востоку от посёлка городского типа Рыбная Слобода.
В 3 км к северу от села проходит автодорога «Волга» (Москва — Уфа).

## История
Известно с 1680 года. В дореволюционных источниках упоминается также как Суши Кутеево. В XVIII — первой половине XIX века жители относились к категории государственных крестьян. Занимались земледелием, разведением скота, тележно-санным промыслом, жжением угля на продажу. 
По сведениям переписи 1897 года, в деревне Кукеево Лаишевского уезда Казанской губернии жили 1185 человек (598 мужчин и 587 женщин), из них 1182 мусульманина.
В начале XX века в Кекеево функционировали мечеть, мельница, 8 мелочных лавок. В этот период земельный надел сельской общины составлял 1738 десятин.
До 1920 года село входило в Урахчинскую волость Лаишевского уезда Казанской губернии. С 1920 года в составе Лаишевского кантона Татарской АССР. С 1927 года в Рыбно-Слободском районе (в 1935—1959 годах в Кзыл-Юлдузском, в 1963—1965 годах в Мамадышском районах).
В 1931 году в селе организован колхоз. С 1995 года сельскохозяйственный производственный кооператив.
В декабре 1991 года по решению Исполкома Рыбно-Слободского районного Совета народных депутатов Юлсубинский Совет был разделён на два сельских Совета: Юлсубинский и Кукеевский (с. Кукеево).

## Население
| 1782 | 1859 | 1897 | 1908 | 1920 | 1926 | 1938 | 1949 | 1958 | 1970 | 1989 | 2010 | 2020 |
| ---- | ---- | ---- | ---- | ---- | ---- | ---- | ---- | ---- | ---- | ---- | ---- | ---- |
| 70   | 606  | 1185 | 1496 | 1523 | 1561 | 1588 | 1291 | 1303 | 1460 | 815  | 630  | 502  |

| 2010 | 2012 | 2013 | 2014 | 2015 | 2016 | 2017 |
| ---- | ---- | ---- | ---- | ---- | ---- | ---- |
| 632  | ↘600 | ↘590 | ↘568 | ↘564 | ↘551 | ↘536 |

Национальный состав села — татары.

## Экономика
Действует лесозаготовительный участок.
Жители работают в своих подсобных хозяйствах, бюджетных организациях, в других населённых пунктах республики (строительство домов). Функционирует крестьянское (фермерское) хозяйство.

## Инфраструктура
Действуют неполная средняя школа (с 1922 г. как начальная), клуб, библиотека, фельдшерско-акушерский пункт.

## Религия
Мечеть (с 1991 г.).

## Известные люди
- Гизатулин Миннулла Сунгатович (1925—1993) — участник Великой Отечественной войны, Герой Советского Союза
- Мусин Харис Гайнутдинович (р. 1952) — член-корреспондент Академии наук Республики Татарстан, доктор сельскохозяйственных наук, заслуженный лесовод РТ, заслуженный лесовод РФ[12][13][14]
- Хасанов Мансур Салихович (1951—2013) — заслуженный лесовод Республики Татарстан, директор ГУ «Мамадышский лесхоз»[15]